# トマソ (小惑星)
トマソ (4653 Tommaso) は、小惑星帯に位置する小惑星である。ニコライ・チェルヌイフがクリミア天体物理天文台で発見した。
16・17世紀イタリアの聖職者、哲学者、トマソ・カンパネッラに因んで名付けられた。